# Cânion Guartelá
Cânion Guartelá é um cânion brasileiro situado no planalto dos Campos Gerais, entre os municípios de Castro e Tibagi, no Paraná. É considerado o sexto maior cânion do mundo em extensão e o mais longo do Brasil.
O Cânion do Guartelá é uma garganta retilínea com cerca de 30 km de extensão e desnível máximo de 450 metros. Foi escavado pelo Rio Iapó, que pelo cânion consegue atravessar a Escarpa Devoniana, paredão que separa o Primeiro do Segundo Planalto Paranaense. Em 1992 foi criado o Parque Estadual do Guartelá com o objetivo de assegurar a preservação do mesmo.

## O cânion
Dentro do cânion Guartelá está o Parque Estadual do Guartelá, criado em 1992. Formado por um ecossistema extremamente rico e inúmeras atrações naturais. São várias quedas d'água, corredeiras, formações areníticas, vales profundos e inscrições rupestres, que podem ser conhecidas através de várias trilhas em meio à flora e fauna muito diversificada.
Por lá são encontradas espécies de plantas que normalmente são vistas em lugares completamente distintos: samambaias e xaxins típicos da Mata Atlântica; cactos só encontrados na caatinga; imbuias e cambuís, que formam a vegetação de banhados. Há ainda uma grande quantidade de araucárias, copaíbas, ipês-amarelos, erva-mate, bromélias, orquídeas, palmeiras, barbas-de-bode, entre outras tantas espécies.
Quanto à rica fauna da região, destacam-se mamíferos como tamanduás-mirins, bugios, tatus, capivaras e até o lobo-guará e a suçuarana, ameaçados de extinção. Entre as aves, os destaques são a curucaca, falcão quiriquiri, pica-pau-do-campo, tirivas, codornas, perdiz e jacu.
A beleza e a diversidade da região têm atraído cada vez mais visitantes para o local. Além das várias caminhadas,  pode-se praticar também o rafting nos rios Tibaji e Iapó e o rapel em cachoeiras dessa região.
O Cânion Guartelá foi classificado como um dos sítios geológicos brasileiros, pela SIGEP, graças ao impressionante exemplo de cânion que corta os arenitos devonianos da Bacia do Paraná.

## Localização
O Cânion se situa entre os municípios de Castro e Tibagi, a aproximadamente 203 km a noroeste de Curitiba, na parte Centro-Leste do Paraná.

## Geologia
O Cânion Guartelá está localizado no Segundo Planalto Paranaense, integrado à Bacia do Paraná, uma das maiores bacias sedimentares do mundo, que se desenvolveu sobre o embasamento cristalino do Cráton Brasileiro.

### Litologia e Estratigrafia
As rochas expostas no cânion são predominantemente sedimentares, pertencentes à Formação Furnas, datada do Devoniano Inferior a Médio (cerca de 400 a 360 milhões de anos). Essa formação é composta por arenitos quartzosos de granulação média a fina, intercalados com pelitos e conglomerados, depositados em ambientes fluviais de planície aluvial e sistemas de canais de baixa energia.
A sedimentação da Formação Furnas ocorreu em um contexto de subsidência e acomodação regional, favorecido pela tectônica ativa da época, ligada à formação da Pangeia e ao processo de soerguimento do Cráton Sul-Americano.
Além dos sedimentos, a região preserva rochas vulcânicas pertencentes ao Grupo Castro (Ordoviciano), que formam o embasamento da Bacia do Paraná na região do Cânion Guartelá, compreendendo especialmente riolitos e andesitos que ocorrem no leito do Rio Iapó. As rochas mais recentes são pertencentes à Formação Serra Geral (Jurássico Superior a Cretáceo Inferior) que ocorrem como diques, principalmente de diabásio, mas também de microdiorito, quartzo- microdiorito e microdiorito pórfiro. Estes eventos vulcânicos são responsáveis pela variação litológica na área e influenciam a resistência diferencial das rochas, fator determinante para a morfologia acentuada do cânion.

### Estrutura tectônica e soerguimento
O cânion está associado à Escarpa Devoniana, uma estrutura tectônica expressiva que marca o limite entre o Primeiro e o Segundo Planalto Paranaense. Esta escarpa é resultado de um soerguimento diferencial, causado por falhamentos normais que reativaram zonas de fraqueza no embasamento, promovendo desníveis significativos no relevo.
A atividade tectônica também gerou um sistema de falhas e fraturas que influenciam a trajetória do Rio Iapó, canalizando seu curso e contribuindo para a erosão vertical acentuada que originou o cânion.

### Processos erosivos e geomorfologia
A formação do cânion é fruto da interação entre processos tectônicos e erosivos ao longo de dezenas de milhões de anos. A erosão fluvial do Rio Iapó, em conjunto com processos de intemperismo físico-químico, desagregação mecânica e transporte sedimentar, escavou profundamente os arenitos da Formação Furnas.
A ação do clima subtropical úmido, com períodos de chuva concentrada e temperaturas médias amenas, favorece a ocorrência de processos como solifluxão e ravinamento, que ampliam as fendas e contribuem para a evolução do relevo.
O cânion apresenta paredes íngremes que atingem até 450 metros de altura, com vertentes estruturadas em camadas sedimentares alternadas, criando formações rochosas características como paredões, torres e cachoeiras.
Destacam-se no relevo características geomorfológicas típicas de zonas de escarpa, como:
- Vertentes com declividades acima de 60°;
- Presença de bancos e degraus litológicos;
- Formação de piscinas naturais (panelões) em função da erosão diferencial.

### Paleogeografia e contexto regional
No contexto paleogeográfico, a área do Cânion Guartelá fazia parte da margem continental do supercontinente Gondwana durante o Paleozoico, quando foram depositadas as camadas sedimentares da Formação Furnas em ambientes fluviais e lacustres.
Posteriormente, durante a formação da Bacia do Paraná, houve o desenvolvimento de atividades magmáticas e vulcânicas que alteraram localmente a geologia da região, influenciando a geomorfologia atual.
A evolução tectônica posterior, com o soerguimento da Escarpa Devoniana, expôs essas formações sedimentares, permitindo a ação erosiva do Rio Iapó que, ao longo do Quaternário, modelou o cânion.

### Importância geológica
O Cânion Guartelá representa um importante laboratório natural para estudos de geomorfologia, processos erosivos e tectônica de bacias sedimentares. A análise das camadas sedimentares, estruturas tectônicas e morfologia do cânion contribui para a compreensão da evolução geológica do Planalto Paranaense e da Bacia do Paraná.
Além disso, sua conservação é fundamental para a preservação do patrimônio geológico do Brasil, com potencial para estudos paleoclimáticos e paleobiológicos devido à exposição de níveis estratigráficos fossilíferos.

## Galeria

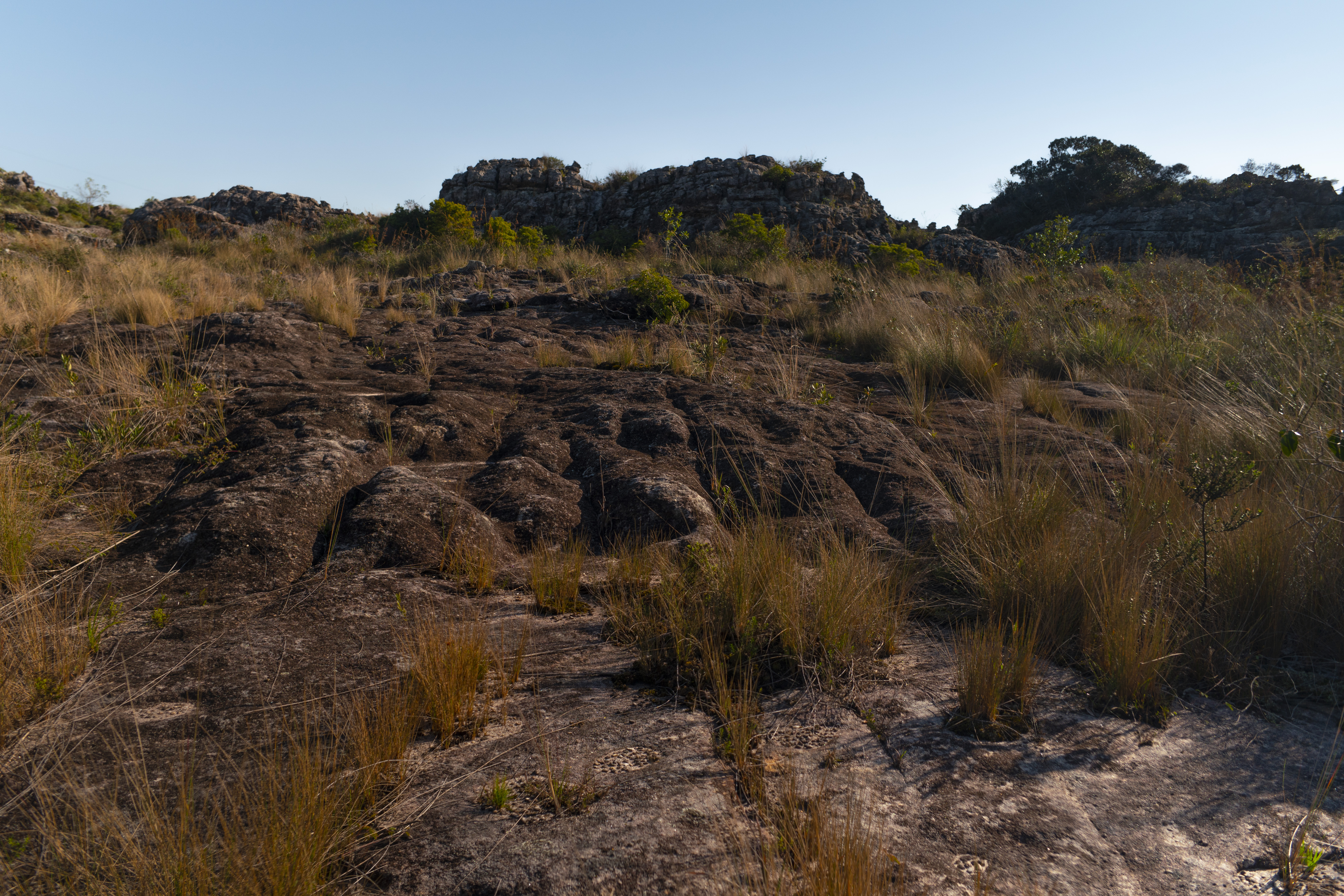
Afloramentos rochosos com fragmentos de campos nativos típicos no cânion.
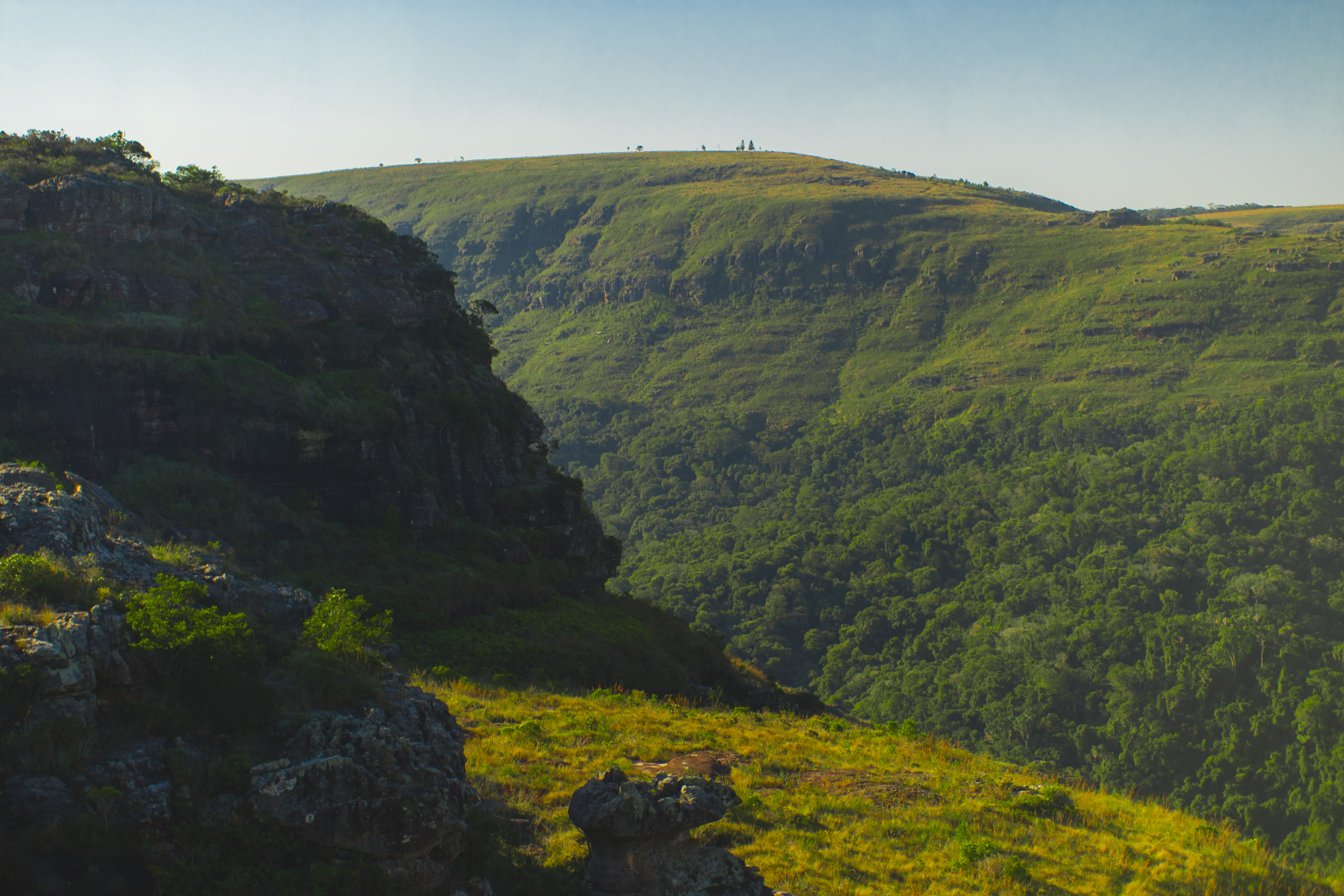
Planalto dos campos gerais na localidade Guartelá.
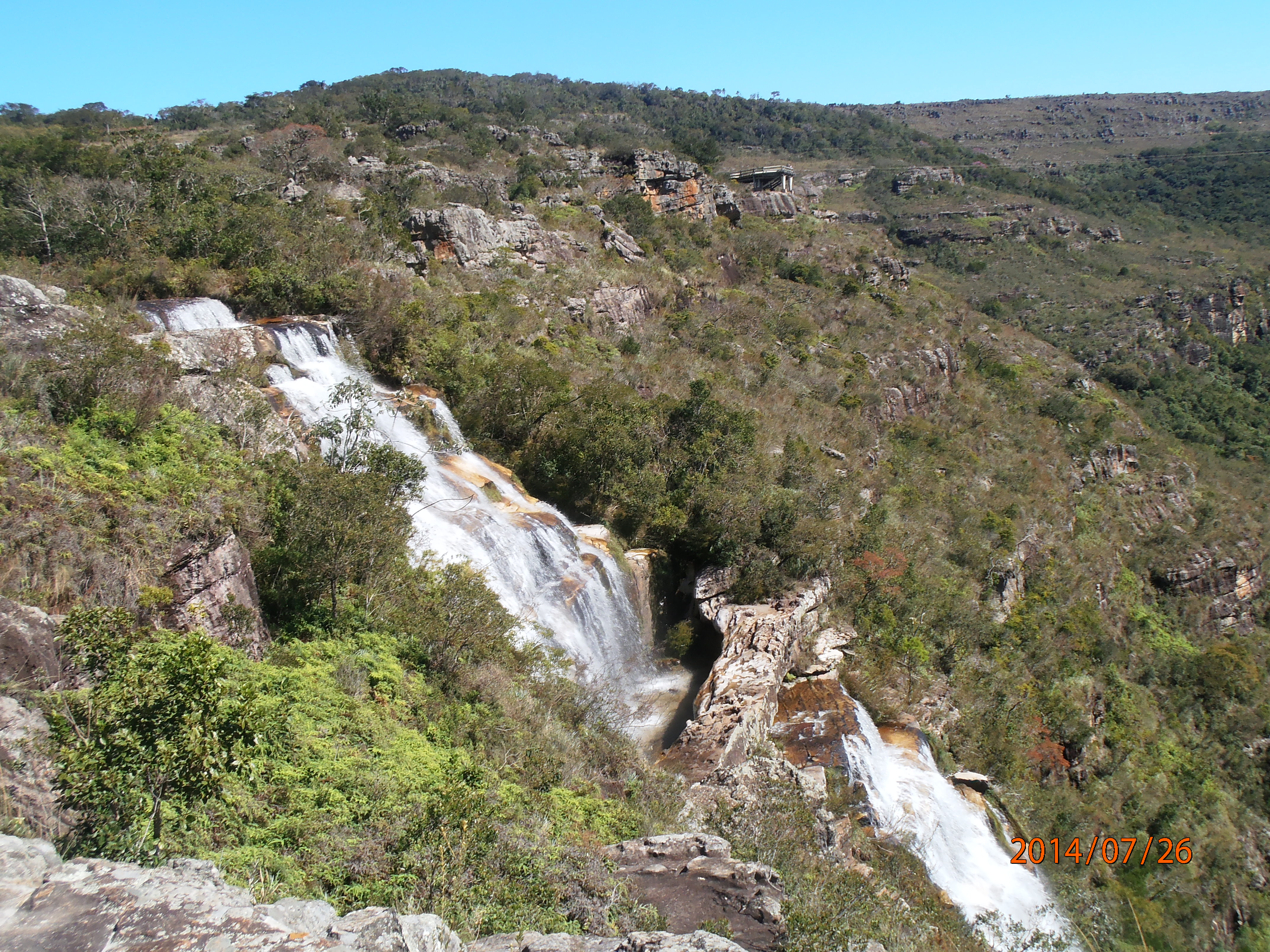
Vista das formações rochosas e vegetacionais no cânion .
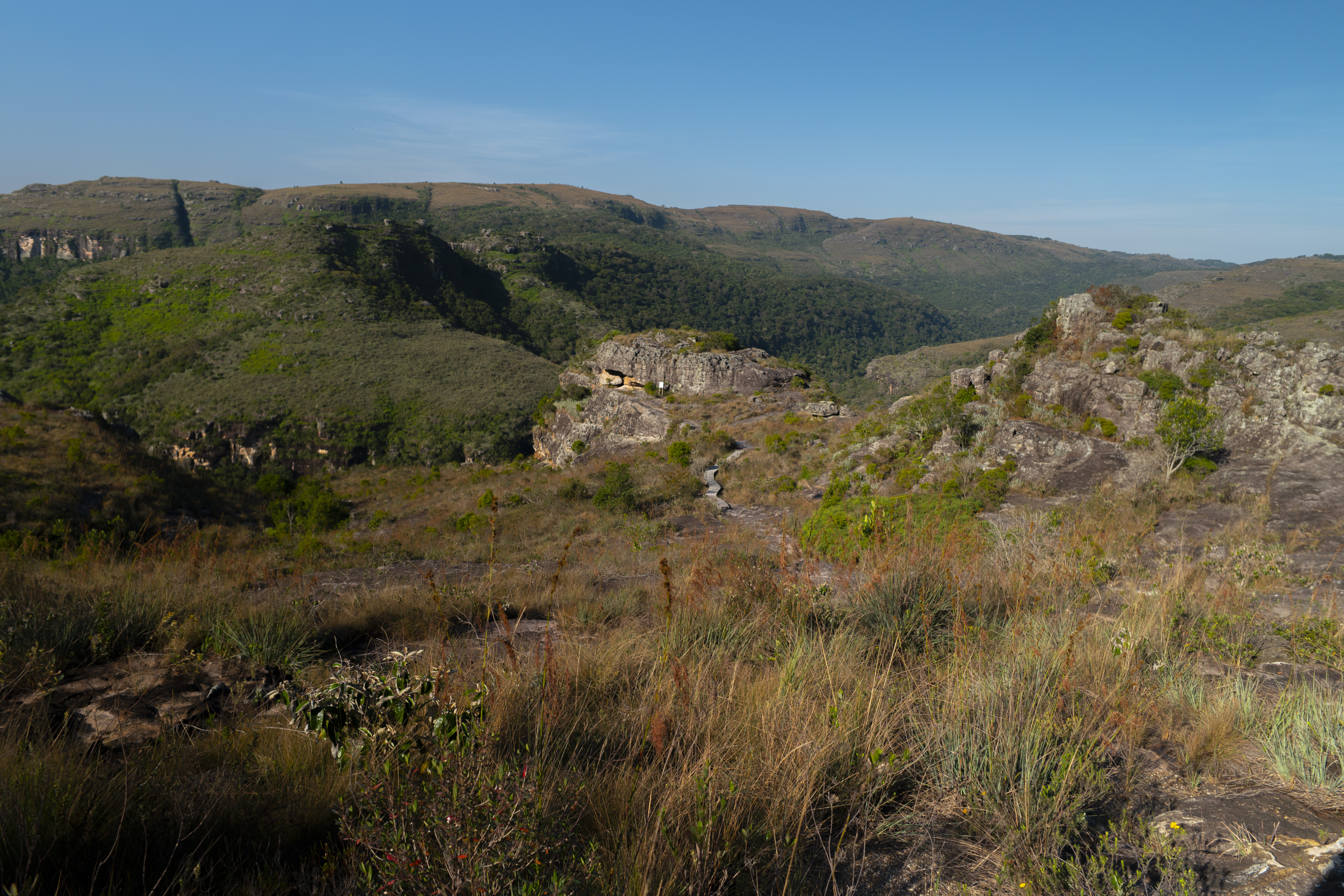
Vista panorâmica do Guartelá.
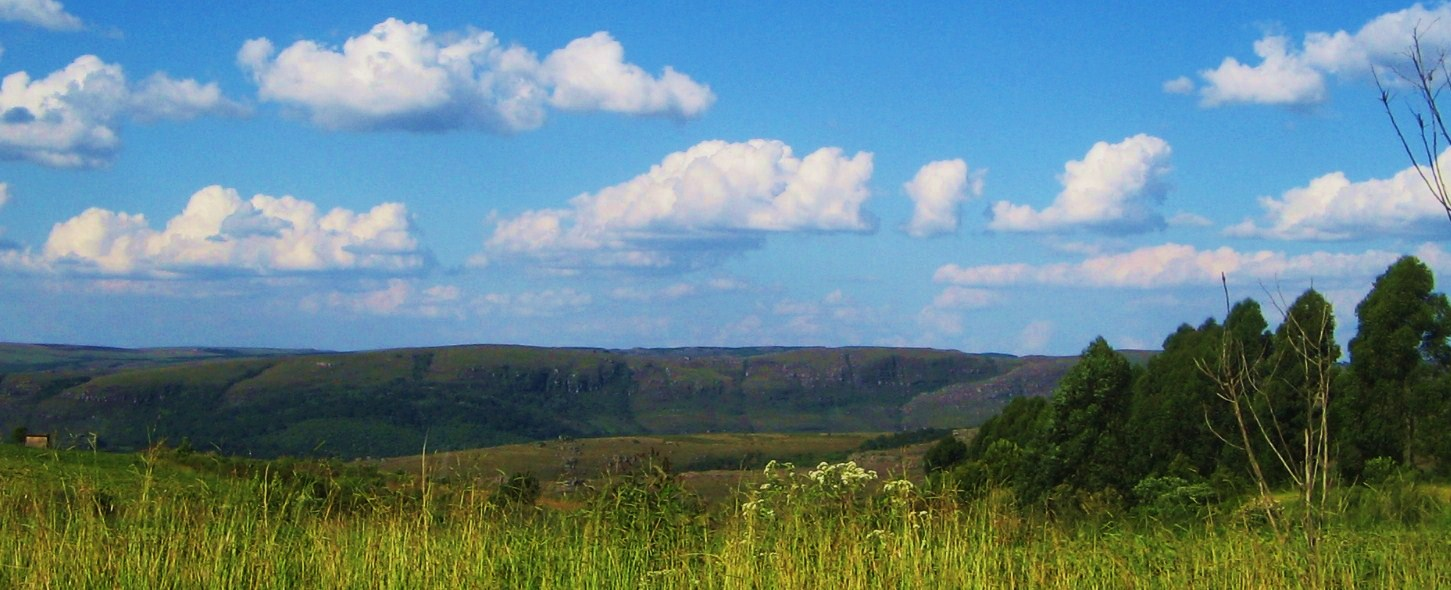
Paisagem típica na localidade Guartelá.